# Syndactyla rufosuperciliata
El ticotico cejudo (Syndactyla rufosuperciliata), también denominado ticotico común (en Argentina), titirí (en Paraguay y Uruguay), titirí común, trepador chorreado (en Uruguay), limpiafronda cejianteada (en Ecuador) o limpia-follaje de ceja anteada (en Perú), es una especie de ave paseriforme de la familia Furnariidae, perteneciente al género Syndactyla. Es nativa de Sudamérica.

## Distribución y hábitat
Se distribuye de forma disjunta, por los Andes, desde el sur de Ecuador, por Perú, Bolivia, hasta el noroeste de Argentina; y desde el sureste de Brasil, hacia el sur, por el este de Paraguay, Uruguay, este de Argentina, hasta el centro este de este país.
Esta especie es considerada bastante común y ampliamente difundida en sus hábitats naturales, el sotobosque de selvas húmedas montanas andinas y de la Mata Atlántica, en altitudes entre 900 y 2500 m en los Andes, y hasta los 1600 m en otras zonas.

## Sistemática

### Descripción original
La especie S. rufosuperciliata fue descrita por primera vez por el naturalista francés Frédéric de Lafresnaye en 1832 bajo el nombre científico Xenops rufosuperciliatus; su localidad tipo es: «Rio de Janeiro, Brasil».

### Etimología
El nombre genérico femenino «Syndactyla» deriva del griego «sun»: juntos, y «daktulos»: dedos; significando «con los dedos juntos»; y el nombre de la especie «rufosuperciliata», proviene del latín «rufus»: rufo, rojo, y «supercillium»: ceja, significando «de ceja rufa».

### Taxonomía
Es hermana de Syndactyla dimidiata. El taxón propuesto Syndactyla mirandae, descrito desde el centro de Brasil (Goiás) y después tratado como una subespecie de la presente, es en realidad un sinónimo de S. dimidiata. La subespecie propuesta squamiger (de Paraná, en el sureste de Brasil) es un sinónimo de la nominal; la subespecie propuesta similis (del noroeste de Perú) descrita como similar a cabanisi pero con diferencias de plumaje, características que no se puede confirmar en especímenes a unos pocos kilómetros de la localidad tipo.
Análisis moleculares revelaron la existencia de dos grupos genéticos principales: uno en los Andes (subespecies S. r. cabanisi and S. r. oleaginea), y otro en la región de la mata atlántica (subespecies S. r. rufosuperciliata and S. r. acrita), sugiriendo que podría tratarse de dos especies distintas. En la mata atlántica, las subespecies S. r. rufosuperciliata y S. r. acrita están diferenciadas genéticamente pero en los Andes la variación genética no se correlaciona bien con los límites entre subespecies.

### Subespecies
Según las clasificaciones del Congreso Ornitológico Internacional (IOC) y Aves del Mundo se reconocen cuatro subespecies, con su correspondiente distribución geográfica:
- Syndactyla rufosuperciliata cabanisi  (Taczanowski, 1875) – Andes del sur de Ecuador (Cordillera del Cóndor, en Zamora Chinchipe), Perú (Piura, Cajamarca y hacia el sur desde Amazonas) y oeste de Bolivia (al sur hasta Cochabamba).
- Syndactyla rufosuperciliata oleaginea  (P.L. Sclater, 1884) – Andes desde el centro de Bolivia (al sur desde el oeste de Santa Cruz) hacia el sur hasta el noroeste de Argentina (al sur hasta La Rioja).
- Syndactyla rufosuperciliata rufosuperciliata  (Lafresnaye, 1832) – sureste de Brasil (sur de Minas Gerais y sur de Espírito Santo hacia el sur hasta Paraná).
- Syndactyla rufosuperciliata acrita  (Oberholser, 1901) – centro norte de Paraguay y extremo sureste de Brasil (Santa Catarina, Rio Grande do Sul) hacia el sur hasta el noreste de Argentina (Chaco y Misiones all sur hasta el noreste de Santa Fe y norte de Buenos Aires) y Uruguay.

La clasificación Clements Checklist v.2018, también lista a la subespecie:	 
- Syndactyla rufosuperciliata similis  (Chapman, 1927)